# Diego Zardini
Diego Zardini (Verona, 3 agosto 1978) è un politico italiano, è stato deputato alla Camera dal 15 marzo 2013 al 12 ottobre 2022 per il Partito Democratico.

## Biografia
Diplomatosi al liceo scientifico, è un dipendente di un'azienda multinazionale del settore manifatturiero e nel 2004 diventa volontario in associazioni di volontariato ambientale, sociale, paesaggio e politica.
Alle elezioni amministrative del 2007 viene eletto consigliere di circoscrizione della 2ª circoscrizione comunale di Verona, dove ricopre l'incarico di capogruppo del Partito Democratico (PD), di cui nello stesso anno è stato tra i fondatori.
Nel 2008 entra a far parte dell’Esecutivo Provinciale del PD con delega all’Ambiente e Territorio, dove in particolare si occupa di grandi opere, viabilità, urbanistica, cave, discariche, inquinamento da industrie, ciclo dei rifiuti, inceneritori ed energia.
Alle elezioni amministrative del 2009, dopo aver vinto le elezioni primarie del centro-sinistra, si candida alla presidenza della Provincia di Verona, sostenuto dal Partito Democratico, l'Italia dei Valori e la lista Verdi della Colomba, ottenendo il 23,32% dei voti e viene sconfitto dal candidato del PdL/Lega Nord Giovanni Miozzi (59,06%). Viene comunque eletto consigliere provinciale in quanto candidato presidente non eletto, divenendo capogruppo del PD in consiglio provinciale all'opposizione.
Nel dicembre 2012 partecipa alle primarie Parlamentarie del Partito Democratico per scegliere i candidati al Parlamento alla imminenti elezioni politiche, dove risulta con 3.646 preferenze il più votato a Verona, venendo candidato alla Camera dei deputati, tra le liste del PD nella circoscrizione Veneto 1, risultando eletto deputato. Nella XVII legislatura della Repubblica è stato componente della 8ª Commissione Ambiente, Territorio e Lavori pubblici e della Commissione parlamentare d'inchiesta sugli effetti dell'utilizzo dell'uranio impoverito, dove in quest'ultima ricopriva l'incarico di capogruppo per il PD.
A luglio 2016 si è laureato in scienze politiche e relazioni internazionali con votazione di 106 su 110 all'Università telematica "Guglielmo Marconi".
Alle elezioni politiche del 2018 viene ricandidato alla Camera, tra le liste del Partito Democratico nel collegio plurinominale Veneto 2 - 03, venendo confermato a Montecitorio. Nel corso della XVIII legislatura ha fatto parte della 10ª Commissione Attività produttive, commercio e turismo e della Commissione parlamentare per le questioni regionali, oltre ad essere segretario del gruppo parlamentare del PD alla Camera.
In vista delle primarie del PD del 2019 sostiene la mozione del segretario uscente Maurizio Martina, ex ministro delle politiche agricole nei governi Renzi e Gentiloni e rappresentante l'area "filo-renziana" del partito, che risulterà perdente arrivando secondo con il 22% dei voti dietro a Nicola Zingaretti (66%).
Alle elezioni politiche anticipate del 2022 viene ricandidato alla Camera, per la lista elettorale Partito Democratico - Italia Democratica e Progressista nel collegio plurinominale Veneto 2 - 03 in seconda posizione, dove risulta non eletto e rimanendo escluso dal Parlamento della XIX legislatura.
Alle elezioni primarie del PD del 2023 sostiene la mozione di Stefano Bonaccini, presidente della Regione Emilia-Romagna dal 22 dicembre 2014, ma viene sconfitto dalla deputata del PD Elly Schlein.